# Papyrus Wilbour
Le papyrus Wilbour est un papyrus acheté par Charles Edwin Wilbour (d'où son nom) à Assouan, en 1889, avec divers papyri déterrés sur l'île Éléphantine par la population locale, sans comprendre l'importance de leur découverte. À sa mort dans un hôtel parisien, ses biens, y compris les papyri, sont mis en dépôt par l'hôtel et non restitués à sa famille pendant près d'un demi-siècle. À la demande de sa veuve, ils sont ensuite donnés au musée de Brooklyn.

## Histoire
Le papyrus Wilbour date de la quatrième année du règne de Ramsès V. Le texte en hiératique cursive consiste en un catalogue de textes administratifs de l'Égypte antique, avec inventaires et impositions concernant des terres de la Moyenne-Égypte « allant des environs de Crocodilopolis (Médinet el-Fayoum) vers le sud jusqu'aux environs de la ville moderne d'Al-Minya, couvrant une distance d'environ 90 milles. ».

## Composition et prérogatives
Le papyrus se compose de deux parties A et B.
- Texte A : Il est composé de plus de 4 500 lignes, 102 colonnes et 279 articles. Les paragraphes sont divisées en quatre sections qui correspondent à quatre dates différentes d'écriture des rapports. Chacun se compose au total de 96 articles et commence avec le régime juridique des terres et du personnel attaché à la terre : répertoire des parcelles de terre avec leur taille et emplacement, nom et emploi de la personne associée et impôt perçu sous la forme d'une part de la récolte.
- Texte B : Les champs des institutions ont été divisés en différentes unités administratives ou domaines où un administrateur était habituellement un dirigeant ou un prêtre.

Le texte révèle que la plupart des terres de l'Égypte étaient sous le contrôle des temples d'Amon qui dirigeaient aussi les finances du pays. Le document met en évidence la montée en puissance du grand prêtre d'Amon, Ramessesnakht dont le fils, un certain Ousimarênakht, a tenu l'office du maître de l'impôt en tant que chef.